# Бутонна, Лоран
Лора́н Бутонна́ (фр. Laurent Boutonnat; 14 июня 1961, Париж) — французский музыкант, композитор, кино и музыкальный директор, более известен как соавтор известной французской певицы Милен Фармер, а также как режиссёр и продюсер фильмов и клипов с участием её, Натали Кардон, Ализе.

## Биография
Родился 14 июня 1961 года в Париже, был старшим из 5 детей в семье. Позднее он задействует некоторых из своих братьев и сестер в организации студий звукозаписи и съёмке фильмов. В возрасте 5 лет начинает заниматься музыкой и с этого же возраста снимает родительской кинокамерой, организует театральные и кинопостановки, снимает любительские короткометражки. При этом всё: сценарий, постановку, музыкальное сопровождение и грим — берёт на себя.

## Фильмография
- Баллада о фее-путеводительнице (1980) — режиссёр, сценарист, продюсер, композитор
- Джорджино (1994) — режиссёр, сценарист, композитор
- Месть бедняка (2007) — режиссёр, композитор

### Музыкальные клипы
| - Милен Фармер — Maman a tort (1984) - Милен Фармер — Plus grandir (1985) - Милен Фармер — Libertine (1986) - Милен Фармер — Tristana (1987) - Милен Фармер — Sans contrefaçon (1987) - Милен Фармер — Ainsi soit je… (1988) - Милен Фармер — Pourvu qu’elles soient douces (1988) - Милен Фармер — Sans logique (1989) - Милен Фармер — À quoi je sers (1989) - Милен Фармер — Désenchantée (1991) - Милен Фармер — Regrets (1991) - Милен Фармер — Je t’aime mélancolie (1991) - Милен Фармер — Beyond my control (1992) - Натали Кардон — Hasta siempre (1997) | - Натали Кардон — Populaire (1998) - Натали Кардон — Mon ange (1999) - Натали Кардон — Baïla si (2000) - Alizée — Moi… Lolita (2000) - Alizée — Parler tout bas (2001) - Милен Фармер — Les Mots (2001) - Милен Фармер — Pardonne-moi (2002) - Alizée — J’ai pas vingt ans (2003) - Камаль Касе — Ifkis (2004) - Милен Фармер — Du temps (2011) - Милен Фармер — À l'ombre (2012) - Милен Фармер — N’oublie pas (2018) - Джулия — S.E.X.T.O (2018) |

### Концертные видео
- Милен Фармер — En concert (1989)
- Милен Фармер — Live à Bercy (1997)
- Милен Фармер — Avant que l’ombre… à Bercy (2006)
- Милен Фармер — Tour 2009 (2009)
- Милен Фармер — Timeless 2013 (2013)

## Дискография

### Саундтреки
- Баллада об оплодотворении (1980)
- Джорджино (1994)
- Паломник (1995)
- Вечерний прикид (1996)
- Хороший год (2006)
- Месть бедняка (2007)

### Альбомы
Во всех следующих работах Лоран Бутонна выступил как композитор и продюсер:
- Милен Фармер — Cendres de Lune (1986)
- Милен Фармер — Ainsi soit je... (1988)
- Милен Фармер — L'Autre... (1991)
- Милен Фармер — Dance Remixes (1992)
- Милен Фармер — Anamorphosée (1995)
- Натали Кардон — Album éponyme (1999)
- Милен Фармер — Innamoramento (1999)
- Ализе — Gourmandises (2000)
- Милен Фармер — Les Mots (2001)
- Ализе — Mes courants électriques… (2003)
- Милен Фармер — Avant que l'ombre... (2005)
- Милен Фармер — Point de Suture (2008)
- Милен Фармер — Monkey Me (2012)

### Песни
Также Бутонна написал музыку для следующих песен Милен Фармер, которые не вошли в номерные альбомы: 
- L’Annonciation (1985)
- Puisque… (1988)
- Dernier Sourire (1989)
- À quoi je sers (1989)
- La veuve noire (1989)
- Mylène Is Calling (1991)
- Que mon cœur lâche (1992)
- Effets secondaires (1999)
- L’Histoire d’une fée, c’est… (2000)
- Devant soi (2007)
- C’est pas l’heure (2010) (при участии Лин Рено).